# Michal Ordoš
Michal Ordoš (Znojmo, 27 gennaio 1983) è un calciatore ceco, attaccante del Sokol Troskotovice.

## Palmarès

### Club

#### Competizioni nazionali
- Supercoppa della Repubblica Ceca: 1

Sigma Olomouc: 2012
- Fotbalová národní liga: 1

Sigma Olomouc: 2014-2015

### Individuale
- Capocannoniere del campionato ceco: 1

2009-2010 (12 reti)